# 弗雷德里克·布克霍尔茨

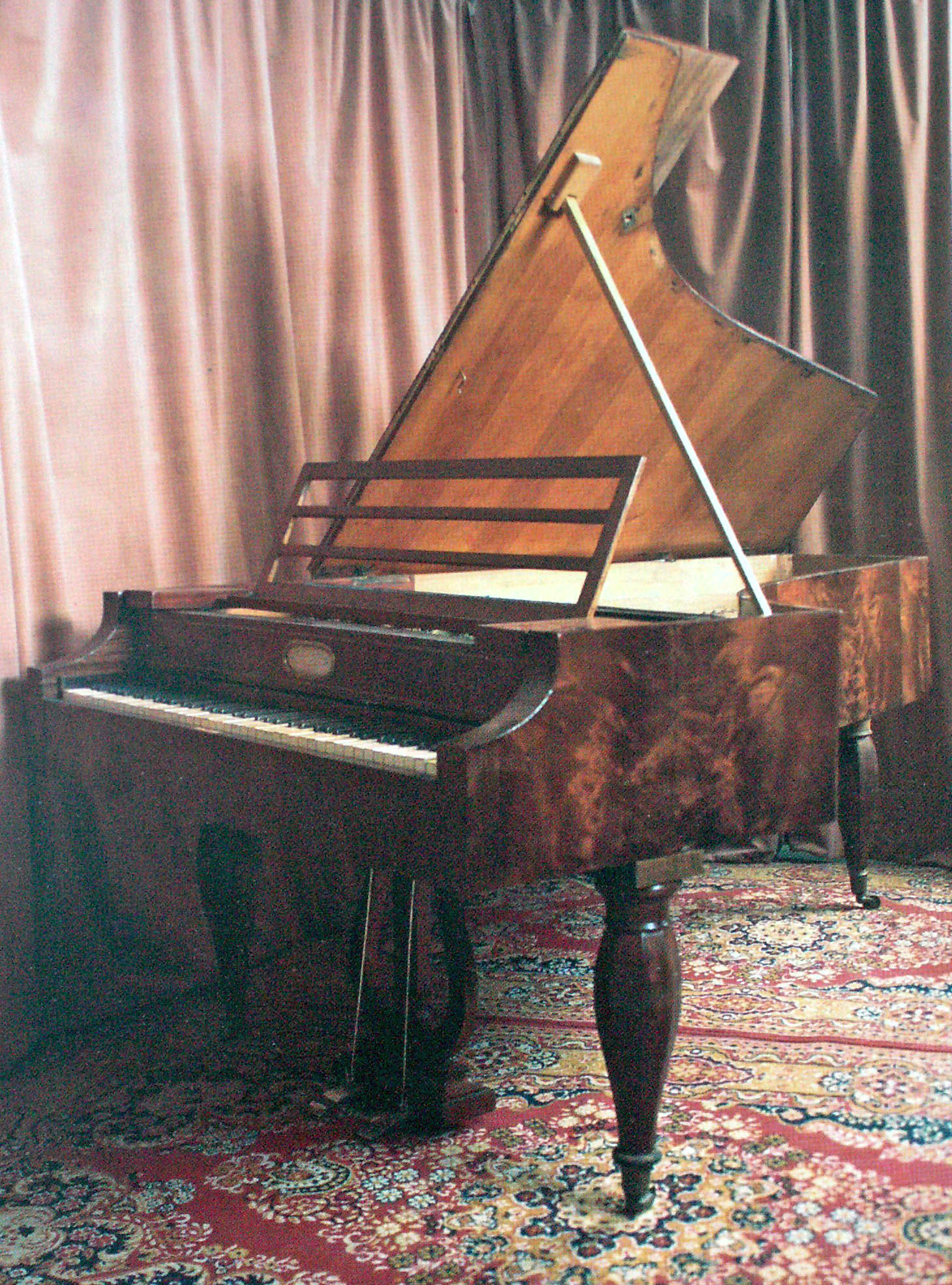

弗雷德里克·布克霍尔茨（Fryderyk_Buchholtz，1792年5月16日生于奥尔什蒂内克（普鲁士霍恩斯泰因） - 1837年5月15日终于华沙），钢琴和管风琴制造家。

## 生平
在维也纳学习完钢琴制作后，他来到了华沙，并于1815年在Mazowiecka街1352号成立了一家钢琴工厂。 肖邦是他家艺术沙龙和工厂的常客， 肖邦购买了布克霍尔茨的钢琴，据说每当有两个以上的客人来听肖邦演奏，办公地点就会搬到布克霍尔茨工场。1837年布克霍尔茨去世后，工厂由他的妻子接手经营，1841至1846年期间，工厂由他的儿子朱利安经营。 
布克霍尔茨的乐器仅有少数几件留存至今。2017年，弗雷德里克·肖邦学会（Fryderyk Chopin Institute） 委托了保罗·麦克诺提（Paul McNulty）制作一架布克霍尔茨三角钢琴的复制版 。 该架钢琴于2018年9月在第一届国际肖邦时期乐器比赛中使用。

## 专辑
- Krzysztof Książek. Fryderyk Chopin, Karol Kurpiński. Piano Concerto No.2 f-moll (solo version), Mazurkas, Ballade; Fugue & Coda B-dur. Played on a replica of Buchholtz piano
- 托马兹·里特。Tomasz Ritter. Fryderyk Chopin. Sonata in B Minor, Ballade in F minor, Polonaises, Mazurkas. Karol Kurpinski. Polonaise in D minor. Played on the 1842 Pleyel piano, the 1837 Erard piano and a replica of Buchholtz piano
- 阿列克谢·卢比莫夫和他的同事。Alexei Lubimov and his colleagues. Ludwig van Beethoven. Complete piano sonatas. Played on replicas of Stein, Walter, Graf, Buchholtz instruments

## 外部連結
- 弗雷德里克·肖邦学会（Fryderyk Chopin Institute）。布克霍尔茨的乐器商店 （页面存档备份，存于）
- 波兰收藏的布克霍尔茨钢琴 （页面存档备份，存于）
- 布克霍尔茨钢琴品牌。Klaviano （页面存档备份，存于）
- 钢琴制造家保罗·麦克诺提官方网站 （页面存档备份，存于）
- 新比赛唤起肖邦的音乐。《商业时报》 （页面存档备份，存于）
- 钢琴——玛丽亚·席曼诺夫斯卡（Maria Szymanowska）时期波兰沙龙的主要吸引力 （页面存档备份，存于）